# Луговое (Иртышский район)
Луговое (каз. Луговое) — село в Иртышском районе Павлодарской области Казахстана. Расположено в 194 км к северо-западу от областного центра — Павлодара и в 25 км к северо-западу от районного центра — Иртышска. Административный центр сельского округа Луговской. Код КАТО — 554657100.

## История
Село было основано на месте бывшего аула Кулан. Луговое было центральной усадьбой бывшего мясо-молочного совхоза «Кайманачинский», образованного в 1932 году на базе совхоза № 2, через 10 лет из него выделился совхоз «Беловодский».

## Население
В 1985 году в селе проживали 687 человек. В 1999 году население села составляло 1022 человека (499 мужчин и 523 женщины). По данным переписи 2009 года, в селе проживало 413 человек (212 мужчин и 201 женщина).